# Soběšovice
Soběšovice település Csehországban, a Frýdek-místeki járásban. Soběšovice Těrlicko, Žermanice, Dolní Domaslavice és Lučina településekkel határos. Lakosainak száma 956 fő (2024. január 1.).

## Népesség
A település lakosságának változását az alábbi diagram mutatja:
| Lakosok száma | 1106 | 918  | 865  | 593  | 696  | 808  | 877  | 884  | 954  | 956  |
|               | 1869 | 1900 | 1921 | 1961 | 1980 | 2011 | 2016 | 2019 | 2021 | 2024 |